# Buon Ma Thuot flygplats
Buon Ma Thuot flygplats (BMV) är en flygplats i Buon Ma Thuot, vilken är huvudorten för provinsen Dak Lak i Vietnam. Flygplatsen kan tjäna medelstora flygplan som Airbus ATR 72, Fokker 70, Airbus A321 och har en kapacitet på 300 000 passagerare per år. Flygplatsen byggdes ursprungligen av fransmän för militära ändamål.
För närvarande finns det flyg till Ho Chi Minh-staden, Hanoi, Da Nang, Vinh.